# 神崎則休

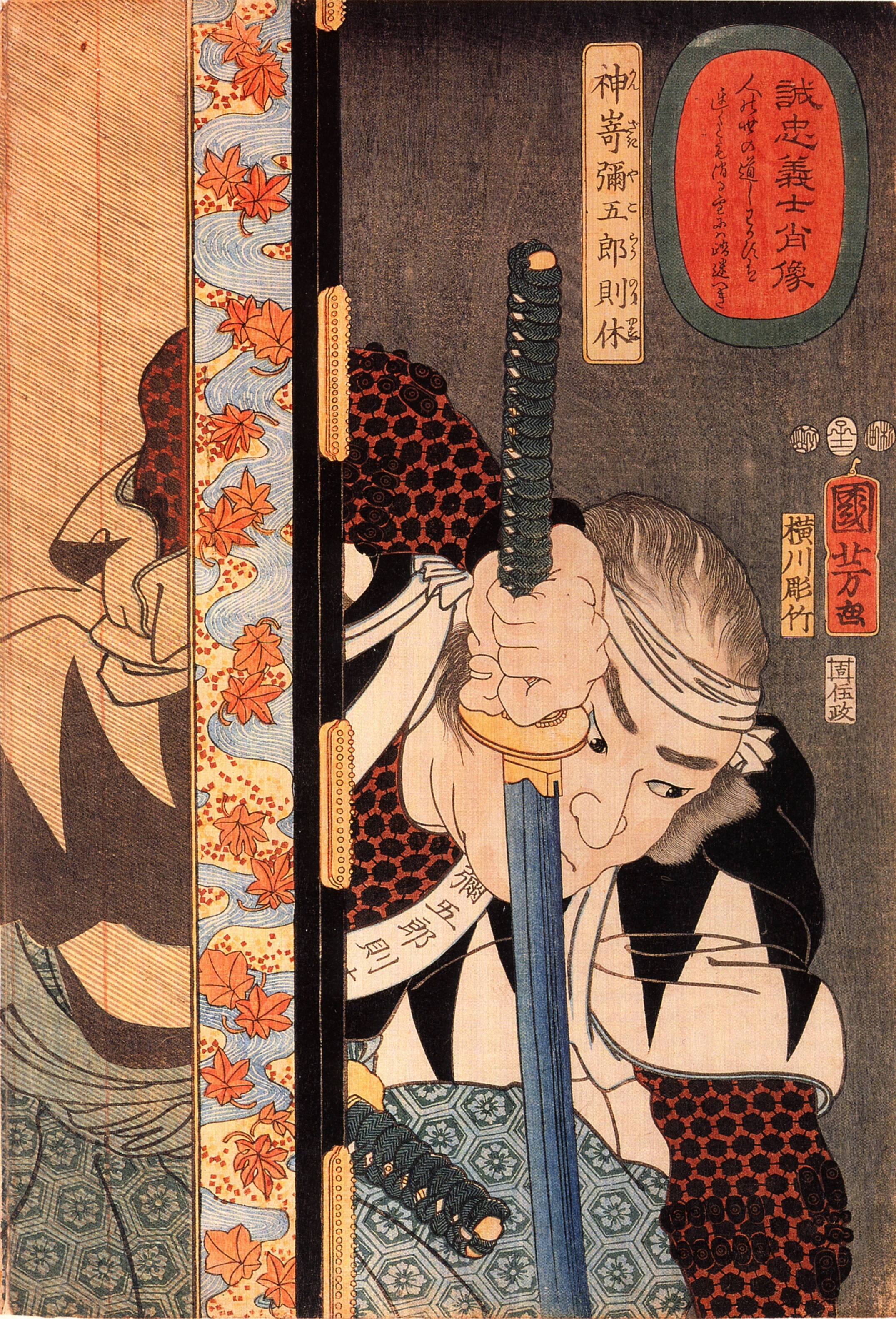
『誠忠義士肖像』（歌川国芳画）

神崎 則休（かんざき のりやす、寛文6年（1666年） - 元禄16年2月4日（1703年3月20日））は、江戸時代前期の武士。赤穂浪士四十七士の一人。通称は与五郎（よごろう）。本姓は源氏。家紋は蛇の目。大高忠雄・萱野重実と並んで浅野家中きっての俳人として知られた。赤穂浪士の中でも随一の酒豪で「燗酒よかろう」という渾名が伝わっている。

## 生涯
寛文6年（1666年）、美作国津山藩森家家臣の神崎光則（直段奉行13石3人扶持）の長男として津山に生まれた。母は下山六郎兵衛（森家家臣）の娘とされるが、年齢の計算が合わないため、恐らくこの女性は後妻で則休は先妻の子と思われる。
はじめ津山藩に仕えるが、その後、則休は森家を離れて浪人。いつ浪人したかには諸説ある。第一説に延宝7年（1679年）に男色を原因として叔母の夫にあたる箕作義林 （同年の従弟箕作十兵衛）が暴漢に襲われ、則休がこの連中を切り捨てたため、藩を追われたという説。第二説は天和元年（1681年）に藩主・森長武の寵臣横山刑部左衛門が津山藩政において専横を極めた際に藩を追われたという説。第三説に元禄10年（1697年）6月20日に森家18万石が2万石に減封された際に藩からリストラされたという説があるが、則休は元禄6年（1693年）の時点にはすでに浅野家に仕官していることが確認されているため、第三説はありえない。
森家を離れて赤穂藩浅野家に仕官した神崎家は、津山から赤穂へ移住、則休は河野九郎左衛門の娘おかつを妻に迎えた。また赤穂藩への仕官の折り、同郷の津山出身で先に赤穂藩士となっていた茅野常成が仲介したと推測されている。赤穂藩では徒目付5両3人扶持であり、しかも譜代の臣下ではない新参であるから最も下位の藩士の一人に過ぎなかった。しかし、神崎は風流人で知られ、「竹平」という俳号を持つほど俳人としての才能があった。同じく俳人として著名な大高忠雄や萱野重実と並んで浅野家中三羽烏と呼ばれている。また、荻生徂徠の門人である儒学者松崎観瀾の随筆『窓のすさみ』によると「神崎与五郎は浅野内匠頭（浅野長矩）の乳兄弟であった」と記している。
元禄14年（1701年）3月14日、主君・浅野長矩が吉良義央に殿中刃傷に及んだ際には則休は赤穂にあり、大石良雄に神文血判を提出した。赤穂城開城後は那波に住み、ここで那波十景を詠んだ。元禄15年（1702年）4月、病にかかって寝込んでいた岡島常樹にかわって江戸へ下向した。
江戸到着後は、扇子売りの商人になりすまし、吉良家親族上杉家の中屋敷に近い麻布谷町で扇子屋「美作屋善兵衛」として開業。さらに8月頃には「米屋五兵衛」と称した前原宗房と合流して｢小豆屋善兵衛｣と称して吉良邸のある本所近くで開業して吉良の動向を探った。
吉良邸討ち入りの際には表門隊に属する。武林隆重が吉良義央を斬殺し、一同がその首をあげたあとは水野忠之の中屋敷に預けられた。水野家は神崎ら九人を使ってない長屋にまとめて入れ、外から戸障子などを釘付けにした。「九人のやから、差し置き候庭のうちへも、竹垣これをつむ」と二重の囲いで昼夜見張りに巡回させた。「臥具増やす冪あり申せども、その儀に及ばず初めの儘にて罷りあり」と義士を冷遇した記述が多く、「寒気強く候」にも酒や火鉢を禁じた。
切腹順も水野家お預かり義士でいちばん最後であった。切腹は家格の高い者から順に行うのが武家の習しであり、つまり神崎は台所役三村包常よりも身分が下にされたことになる。神崎は最後に水野家に「いささか閉口して御座る」と不平を漏らしたとある。
元禄16年（1703年）2月4日、水野家家臣・稲垣左助の介錯で切腹。享年38。主君・浅野長矩と同じ泉岳寺に葬られた。法名は刃利教剣信士。
辞世は「梓弓春近ければ小手の上の雪をも花のふぶきとや見ん」と伝わる。

## 創作
元は百姓だったとされる。14歳の時に友人につきまとう男色家の男を殴り殺す。庄屋の養子となり、士分に取り立てられる。百姓の父（兄とするものもある）・弥作は、討ち入り計画を代官所へ届け出ようとする庄屋をぶち殺して自害する。
神崎の東下りについて有名な逸話がある。道中に丑五郎というヤクザ者の馬子が「馬に乗れ」とからんできたが、則休が断っていると、腰抜け侍と見て調子に乗った丑五郎が「詫び証文を書け」と無理難題をいってきた。騒動になることを懸念した則休は、おとなしくその証文を書く。これを見た丑五郎は笑って立ち去った。その後、赤穂浪士の討ち入りがあり、そのなかに神崎がいたことを知った丑五郎は己を恥じて出家の上、神崎を弔ったという話である。映画化もされている。
この話は大高忠雄の逸話にもあり（こちらでは馬子の名は団蔵）、大高の詫び証文が三島の旧本陣世古家に所蔵されて現存している。そのため則休の逸話は、大高の逸話が転化して伝わったと思われる（なお、現存する大高の詫び証文も後世の手になる偽作といわれている）。

## 備考
- 元禄赤穂事件の資料のひとつ『赤城盟伝』の著者である（前原宗房との共著）。同書では「急にのぞみ、しこうして義を棄てて去り、恩を投げうって退くもの六十八人」と討ち入り不参加者を糾弾し、「藤井は小人、大野は深姦邪欲、進藤は旭光に向かう溶霜」と筆誅を加えている。
- 江戸時代の扇子屋は、役者が内職でやっていることが多く美男のイメージが強かったことから、そのため扇子屋に変装した則休は美男だったのではないかといわれる。ただ水野家では神崎は恐い顔をしていたと記される。
- 水野邸は後に浪人や町人の集団に襲撃され破壊[6]、屋敷を移動したため、神崎らの実際の切腹場所は現在の水野監物邸跡から50メートル離れた場所である。